# Prezenszky Tibor Béla
Prezenszky Tibor Béla (Kolozsvár, 1936. november 19. –) erdélyi magyar gépészmérnök, műszaki író.

## Életútja
Középiskolát szülővárosában a 2. számú Fiúlíceumban – volt Református Kollégium – végzett (1954). Gépészmérnöki oklevelet a Kolozsvári Műegyetem Gépgyártástechnológia Karán szerzett (1959). Első munkahelye a kolozsvári Tehnofrig Gépgyár (1959-74), majd ennek Kutató és Tervező Intézete, az ICPIAP (1974-80); újra a gépgyár mérnöke (1980-88), majd 1988-tól másodszor is az ICPIAP keretében dolgozik.

## Munkássága
Első írása a nagy teljesítményű univerzális készülékről szólt s a bukaresti Institutul de Documentare Tehnică kiadásában jelent meg (1967). Kutatási területe a lefejtő fogazó szerszámok tervezése és kivitelezése a lefejtőmarók, fésűskések, metszőkerekek, gyalukések és késfejek, ívelt fogú kúpkerekek megmunkálására. Rohonyi Vilmos Fogaskerékhajtások (1974) című alapvető munkájának IV. fejezete a fogazószerszámok tervezéséről az ő munkája; ez szerepel a kötet magyarországi bővített kiadásában (Budapest 1980) is.
Csibi Vencel és Pálffy Károly társszerzőkkel írt szakmunkája: Fogazott alkatrészek tervezése, gyártása és szerszámai (Kolozsvár 1999).